# Flemingia latifolia
Flemingia latifolia är en ärtväxtart. Flemingia latifolia ingår i släktet Flemingia och familjen ärtväxter.

## Underarter
Arten delas in i följande underarter:
- F. l. hainanensis
- F. l. latifolia